# Sebastapistes cyanostigma
Sebastapistes cyanostigma är en fiskart som först beskrevs av Bleeker, 1856.  Sebastapistes cyanostigma ingår i släktet Sebastapistes och familjen Scorpaenidae. Inga underarter finns listade i Catalogue of Life.